# Megacraspedus cerussatellus
Megacraspedus cerussatellus is een vlinder uit de familie tastermotten (Gelechiidae). De wetenschappelijke naam is voor het eerst geldig gepubliceerd in 1930 door Rebel.
De soort komt voor in Europa.